# Пенко, Себастьян
Себастьян Ариэль Пенко Фернандес (исп. Sebastián Ariel Penco Fernández; 22 сентября 1983 года, Морон) — аргентинский футболист, играющий на позиции нападающего. Ныне выступает за итальянский клуб «Нуова Флорида».

## Клубная карьера
Себастьян Пенко начинал свою карьеру футболиста в аргентинском клубе «Депортиво Эспаньол», регулярно забивая за команду в третьей по значимости лиге страны. Эта результативность способствовала его переходу в «Расинг» из Авельянеды. 22 августа 2004 года Пенко дебютировал в главной аргентинской лиге, выйдя на замену в самой концовке гостевого поединка против «Олимпо». Первую половину сезона 2005/06 он выступал за клуб Примеры B Насьональ «Нуэва Чикаго», а вторую — вновь за «Депортиво Эспаньол». В сезоне 2006/07 Пенко также играл в Примере B Насьональ, но за столичную команду «Альмагро». Первую половину сезона 2007/08 провёл в составе новичка второй по значимости аргентинской лиги, клуб «Альмиранте Браун». В начале 2008 года Пенко впервые стал игроком иностранной команды, греческого «Ксанти». В греческой Суперлиге он успел провести 9 матчей и забить один гол, отличившись в своём дебютном матче против «Левадиакоса». С начала 2009 года Пенко выступал за чилийский «Эвертон», а с лета того же года — за аргентинский «Сан-Мартин» из Сан-Хуана, где в следующие 2 года стал лучшим бомбардиром команды, выступавшей в Примере B Насьональ. В чемпионате 2009/10 Пенко забил 15 мячей, в том числе сделав хет-трик в домашнем матче с командой «Спортиво Итальяно». В следующем сезоне он отметился 16 голами, а затем забил важнейший мяч в стыковых матчах с «Химнасией» из Ла-Платы, позволивший «Сан-Мартину» выйти в Примеру. 26 октября 2011 года Пенко забил свой первый гол на высшем уровне, открыв счёт в гостевом поединке против клуба «Годой-Крус». «Сан-Мартин» по итогам сезона 2012/13 вылетел в Примеру B Насьональ, а Пенко перешёл в именитый «Индепендьенте», также вылетевший во вторую по значимости лигу, но спустя сезон вернувшийся обратно. 31 августа 2014 года он забил за «Индепендьенте» гол, сравняв счёт в принципиальном противостоянии с «Расингом». 2015 год Пенко провёл в колумбийском клубе «Онсе Кальдас», а с начала 2016 года стал игроком аргентинского «Альдосиви». После вылета «Альдосиви» из Примеры уехал в мексиканский «Атлетико Сан-Луис».